# Aigle Nkongsamba
Aigle Royal de Nkongsamba w skrócie Aigle Nkongsamba – kameruński klub piłkarski grający w kameruńskiej pierwszej lidze, mający siedzibę w mieście Nkongsamba.

## Sukcesy
- Première Division[1]:
  - mistrzostwo (2): 1971, 1994

- Puchar Kamerunu[2]:
  - finalista (2): 1970, 1975

## Występy w afrykańskich pucharach
| Sezon | Rozgrywki       | Runda       | Kraj                         | Klub                   | Dom | Wyjazd | Dwumecz |
| ----- | --------------- | ----------- | ---------------------------- | ---------------------- | --- | ------ | ------- |
| 1972  | Puchar Mistrzów | 1           | Republika Środkowoafrykańska | Olympic Real de Bangui | 3–1 | 0–1    | 3–2     |
| 1972  | Puchar Mistrzów | 2           | Togo                         | Dynamic Togolais       | 4–3 | 1–1    | 5–4     |
| 1972  | Puchar Mistrzów | ćwierćfinał | Zair                         | TP Mazembe             | 1–2 | 1–4    | 2–6     |
| 1995  | Puchar Mistrzów | 1           | Kongo                        | Étoile du Congo        | 1–0 | 2–3    | 3–3     |
| 1995  | Puchar Mistrzów | 2           | Uganda                       | Express FC             | 1–0 | 0–3    | 1–3     |

## Stadion
Domowe mecze klub rozgrywa na stadionie o nazwie Stade Municipal de Nkongsamba w Nkongsambie.

## Reprezentanci kraju grający w klubie
Stan na styczeń 2023.
| - Stanislas Emo - Michel Kaham - Charles Léa - Basile Essa Mvondo | - Jules Onana - Augustine Simo - Momo Blamoh |